# Australische Rugby-League-Nationalmannschaft
Die australische Rugby-League-Nationalmannschaft, auch bekannt unter ihrem Spitznamen Kangaroos, vertritt Australien auf internationaler Ebene in der Sportart Rugby League. Die in grünen Trikots, grünen Hosen und goldenen Stutzen antretende Mannschaft ist die mit großem Abstand erfolgreichste in ihrer Disziplin. Bei den 16 bisher ausgetragenen Rugby-League-Weltmeisterschaften gewann Australien zwölfmal den Titel. Die Kangaroos weisen gegen jedes andere Team der Welt eine positive Bilanz auf.

## Geschichte
1908 entstand die australische Rugby-League-Nationalmannschaft infolge der Abspaltung der New South Wales Rugby Football League und Queensland Rugby League von der Southern Rugby Football Union. Dieser war, genau wie bereits 1895 in Nordengland, ein Streit über die Professionalisierung der Spieler vorausgegangen. Die Amateure spielten fortan Rugby Union, die Profis Rugby League, welches in Australien zum dominierenden Rugby-Code wurde. Das erste Länderspiel der Kangaroos ging am 9. Mai 1908 mit 10:11 gegen Neuseeland verloren.
In den ersten Jahrzehnten dominierte noch die Nationalmannschaft Großbritanniens auf internationaler Ebene. Zwischen Australien und Großbritannien wurde regelmäßig die sogenannte Ashes-Serie ausgetragen, welche die Kangaroos erst 1920 erstmals gewinnen konnten. Bis zum ersten Erfolg auf der britischen Insel dauerte es gar bis 1958. 1954 fand die erste Rugby-League-Weltmeisterschaft in Frankreich statt. Obwohl mit Neuseeland, Australien, Frankreich und Großbritannien nur vier Teams teilnahmen, reichte es für die Australier lediglich zu Platz drei, dem bis heute schlechtesten Ergebnis der Kangaroos bei einer Weltmeisterschaft. Drei Jahre später gelang den Australiern bei der ersten Heim-WM mit unverändertem Teilnehmerfeld auch der erste Titelgewinn. 1960 holte man in Großbritannien die Silbermedaille, 1968 und 1970 wiederum den Titel. Das Finale der WM 1972 gegen den großen Rivalen aus Großbritannien endete mit einem 10:10-Unentschieden, die Briten wurden jedoch aufgrund ihrer besseren Platzierung in der Gruppenphase zum Sieger erklärt.
Zwischen 1975 und 2008 gelang den Kangaroos das Kunststück, 33 Jahre am Stück amtierender Weltmeister zu bleiben. Weil das Turnier äußerst unregelmäßig ausgetragen wurde, genügten dazu allerdings sechs Titelgewinne. Bei der Heim-WM 2008 verlor man dann völlig überraschend das Finale in Brisbane mit 20:34 gegen Neuseeland. 2013 erfolgte beim Endspiel im Old Trafford von Manchester jedoch die Revanche, und die Kangaroos holten sich durch ein dominanten 34:2-Erfolg gegen die Kiwis die WM-Krone zurück. Das Finale der WM 2013 stellte mit 74.468 Zuschauern einen neuen Länderspielrekord im Rugby League auf.
In dieser Zeit avancierte Neuseeland zum bedeutendsten Konkurrenten Australiens auf internationaler Ebene und machte den Kangaroos mitunter sogar ihre Führungsrolle streitig. So gelang es den Kiwis zum Beispiel Australien im Endspiel des Four Nations 2014 zu schlagen und ein Jahr später in den RLIF World Rankings erstmals hinter sich zu lassen. 2016 besiegte Australien die Neuseeländer im Finale des Four Nations jedoch deutlich mit 34:8 und eroberte sich den ersten Platz in den World Rankings zurück. Bei der WM 2017 untermauerten die Australier ihre herausragende Stellung, als sie erstmals seit 1977 wieder vor heimischen Publikum den Titel erringen konnten. In Brisbane besiegte man England im punktärmsten Endspiel der WM-Geschichte mit 6:0.
Bei der WM 2021, die aufgrund der Corona-Pandemie ins Jahr 2022 verlegt wurde, gewannen die Kangaroos ihren dritten Weltmeistertitel in Folge. Im Finale in Manchester besiegte man den Außenseiter Samoa mit 30:10.

## Sonstiges
Die Kangaroos weisen traditionell einen sehr hohen Anteil an indigenen Australiern in ihren Reihen auf. Zwischen 1908 und 1967 führte die Mannschaft vor dem Spiel einen Kriegstanz, ähnlich dem Haka der Neuseeländer, auf.

## Erfolge
- Weltmeisterschaften (11): 1957, 1968, 1970, 1975, 1977, 1988, 1992, 1995, 2000, 2013, 2017, 2021
- Tri-Nations / Four Nations (6): 1999, 2004, 2006, 2009, 2011, 2016